# Aliança Futebol Clube
O Aliança Futebol Clube é um clube de futebol feminino com sede em Goiânia, no estado de Goiás. É o maior campeão goiano, totalizando 14 títulos. A equipe possui uma tradição forte no Estado de Goiás e é reconhecido em todo o Brasil.

## História
A história do Aliança Futebol Clube começa em 24 de outubro de 1958, quando os amigos Cherife Oscar Abrão e Ibsen Henrique de Castro decidiram fundar uma entidade esportiva, no Café Estrela, em Campinas (GO). Logo, decidiu-se o nome da entidade: ALIANÇA FUTEBOL CLUBE, tendo como presidente o próprio Cherife.
Em 1962, o Aliança se filia a Federação Goiana de Futebol (FGF), passando assim, a disputar competições de futebol masculino. Depois do ano de 1985, o Aliança se afastou das competições, devido a falhas documentais, se retirando, assim, do cenário esportivo do Estado de Goiás.
Luiz Cézar Ferreira da Rocha conheceu o clube através de um amigo. Interessado em comandar um clube de futebol feminino, Luiz Cézar associou-se ao Aliança e logo assumiu a presidência, no dia 18 de agosto de 1990. A refiliação do clube na FGF se deu em 05 de outubro de 1990 e desde então o clube passou a disputar competições de futebol feminino em todo o Brasil.
Atualmente, o Aliança trabalha apenas com o futebol na categoria feminina.  Visando a fomentação do futebol feminino no estado de Goiás, além de manter a categoria principal adulta, realiza um trabalho de iniciação esportiva com meninas a partir dos 10 anos de idade, sendo que as alunas não pagam mensalidade.
O clube ainda não conta com patrocínios, apenas parcerias. Entre elas podemos citar o Clube SINT-IFESgo (onde acontecem os treinamentos), a Agremiação Esportiva OVEL (onde os jogos são realizados) e a Faculdade Estácio de Sá (oferece bolsa de estudo de forma integral para as atletas).
No ano de 2013 disputou a primeira edição do Campeonato Brasileiro de Futebol Feminino de 2013, por ser um dos 20 melhores classificados do time no ranking da época. Nesse ano venceu a equipe de Franca porém sendo derrotado nos outros 3 jogos de forma a ser eliminado na primeira fase.
Retornou ao cenário nacional com a criação da segunda divisão, da qual disputou em 2019, 2021 e 2022. A melhor campanha foi a de 2021, tendo vencido 3 de 5 jogos na fase de grupos mas sendo derrotado nas oitavas de final por 1 a 0 pelo ESMAC.
Nas ultimas temporadas de 2023 e 2024 disputou a recém-criada terceira divisão, sendo eliminado na primeira fase pelo Mixto e pelo seu conterrâneo Vila Nova.

## Centro de Treinamento
Entre os anos de 1990 a 1997, o clube tinha como “Centro de Treinamento” um campo de areia localizado no Lago das Rosas, cedido pelos administradores do Zoológico.
Nos anos de 1998 a 2000, o clube realizava os treinamentos em campo de terra no Setor Gentil Meireles.
Entre 2001 e 2009, o Pite Clube e Rodeio cedia ao clube um campo gramado para a realização dos treinamentos.
De 2009 até 2013, o time realizou uma parceria com a FAMA, e os seus treinamentos eram realizados num espaço gramado cedido por esta.
Desde 2013, o Aliança firmou uma parceria com o Clube SINT-IFESgo, onde acontecem os treinamentos.

## Títulos
| ESTADUAIS | ESTADUAIS         | ESTADUAIS | ESTADUAIS                                                                                      |
|           | Competição        | Títulos   | Temporadas                                                                                     |
| --------- | ----------------- | --------- | ---------------------------------------------------------------------------------------------- |
|           | Campeonato Goiano | 16        | 1994, 1995, 1996, 1998, 1999, 2000, 2004, 2006, 2008, 2009, 2010, 2014, 2015, 2018, 2022, 2023 |